# بروس ويليامسون
بروس ويليامسون (بالإنجليزية: Bruce Williamson)‏ هو موسيقي أمريكي، ولد في 7 أبريل 1964 في لوس أنجلوس في الولايات المتحدة.